# Finflikig sköldlav
Finflikig sköldlav (Melanelia panniformis) är en lavart som först beskrevs av William Nylander och fick sitt nu gällande namn av Essl. 
Finflikig sköldlav ingår i släktet Melanelia och familjen Parmeliaceae. Arten är reproducerande i Sverige. Inga underarter finns listade i Catalogue of Life.